# Felsen

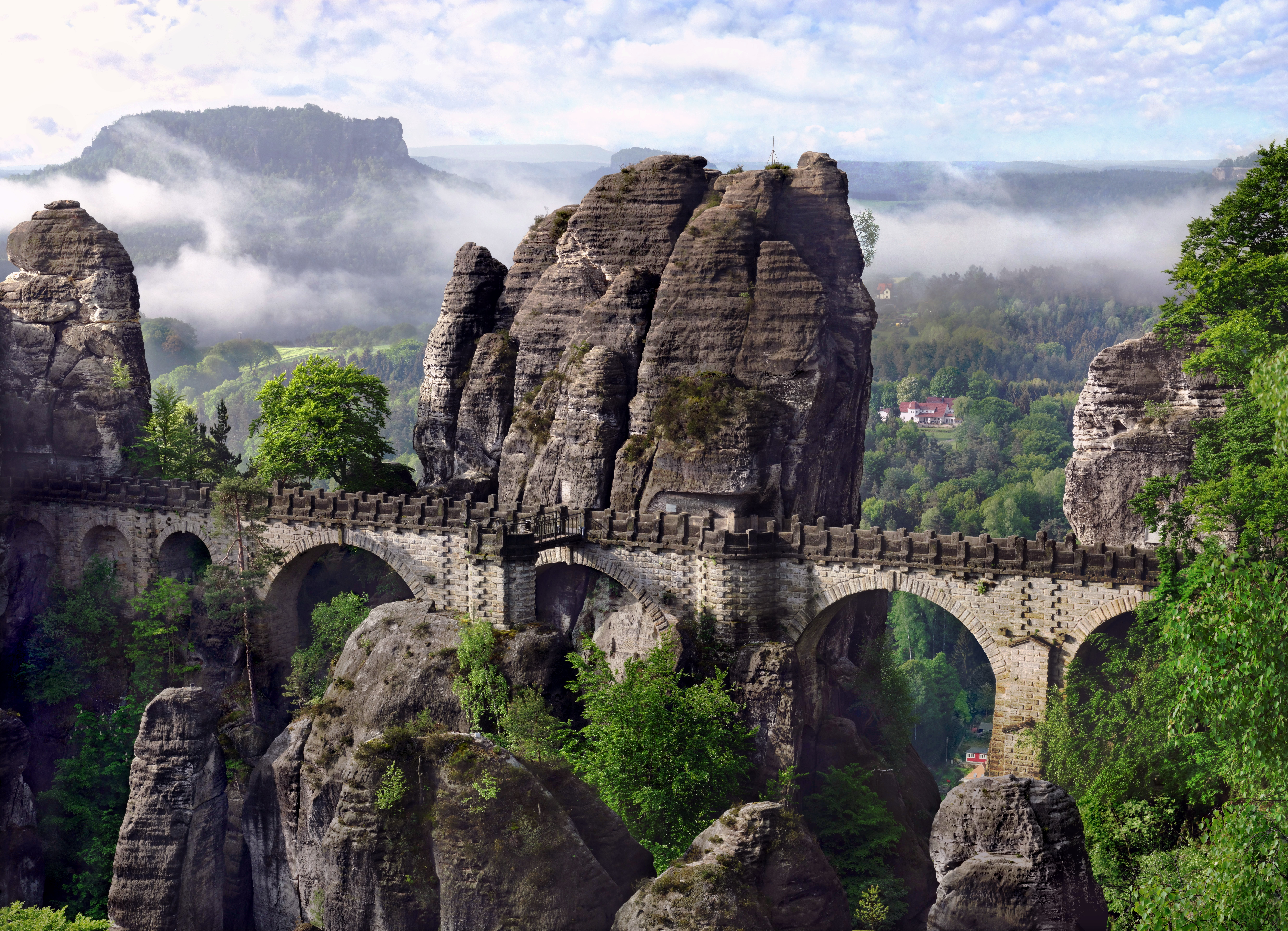
Die Basteibrücke vom Ferdinandstein, Sächsische Schweiz: Die Formationen sind Fels, die Brücke aus Stein

Als Fels, Felsen oder auch Felsformation wird unspezifisch ein größerer, zusammenhängender Körper aus Festgestein bezeichnet, insbesondere dann, wenn er an der Erdoberfläche aufgeschlossen und von Verwitterung und Erosion gezeichnet ist.

## Die Begriffe Fels und Stein

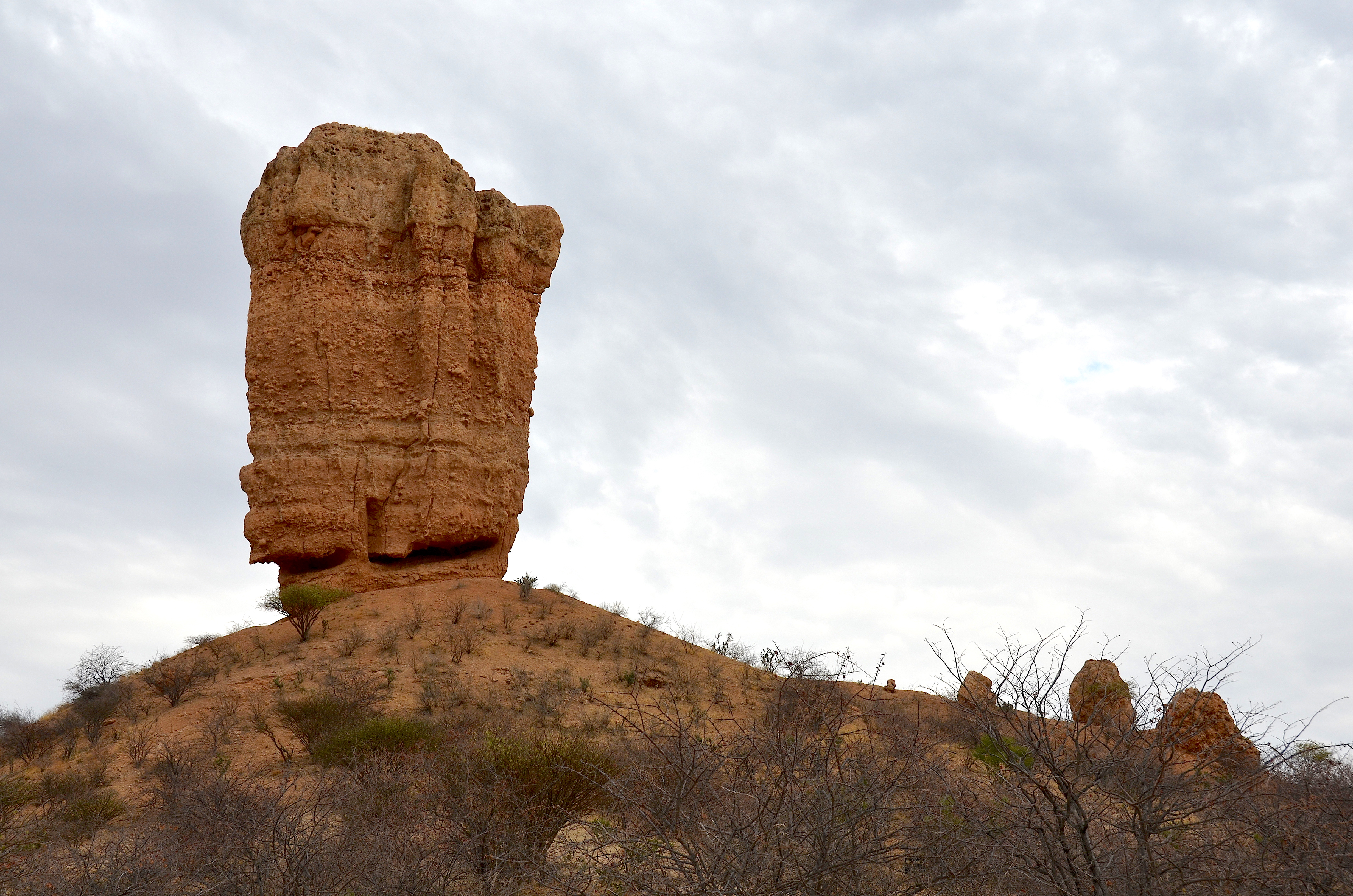
Die Fingerklippe im Ugab-Tal in Namibia (2014)

Freiliegende Gebilde (Felsbrocken, -blöcke) werden nicht als Fels, sondern als Stein bezeichnet. Daher spricht der Geologe in Bezug auf Allgemeinverständlichkeit von „gewachsenem Fels“, fachlich anstehendes Gestein (sonst aber explizit von „Berg“ oder „Gebirge“ für das Muttergestein: Der Bergmann schürft auch im Flachland).
In der Allgemeingeologie und im Montanwesen ist Fels festes, kompaktes Gestein, also Fest- und Halbfestgestein in Unterscheidung zum Lockergestein ohne Verband (Steine, Geröll, Schutt, Sediment, dem Boden usw.), plastischen Gesteinen (Lava und Magma) und anderen Sonderformen. Gestein ist ein Wort für das Material, Fels für den Zustand und die Erscheinungsform. In den Geowissenschaften taucht der Begriff dann etwa in Bezeichnungen wie Felssturz (der plötzlichen Umwandlung von Fels in Steine) auf.
Der Begriff umfasst als geomorphologische Form einen Bereich von Felsformationen und Felsmassiven in Einzellage (Klippe), Gipfelformationen (Gipfelfelsen) oder Felsturm, -zinne, -nadel bis hin zu Felswänden oder kleinen, plateau- und kanzelartigen Felskanzeln und bezieht sich primär auf an der Oberfläche aufgeschlossene Gesteinseinheiten.
Landschaftlich, also in der Ökologie, steht Fels für „nackten Fels“, also Zonen von Gestein, die frei von Bewuchs, Boden und Sedimentschichten, im Hochgebirge und in Polarzonen auch eisfrei sind. Da spricht man etwa von Felsgipfel, Felsplateau, Felsenmeer und Ähnlichem.
Auch Kletterer benutzen die Bezeichnung für einzelne zu erklimmende Gipfel- und Abhangformationen sowie grundsätzlich für jedes natürliche Gestein („am Fels klettern“) im Gegensatz zu künstlichen Klettermöglichkeiten und den bergsteigerischen Abschnitten der Tour, die „gegangen“ werden können, wie auch dem Eis als Klettermedium beim Eisklettern.

### Geologische Begriffe

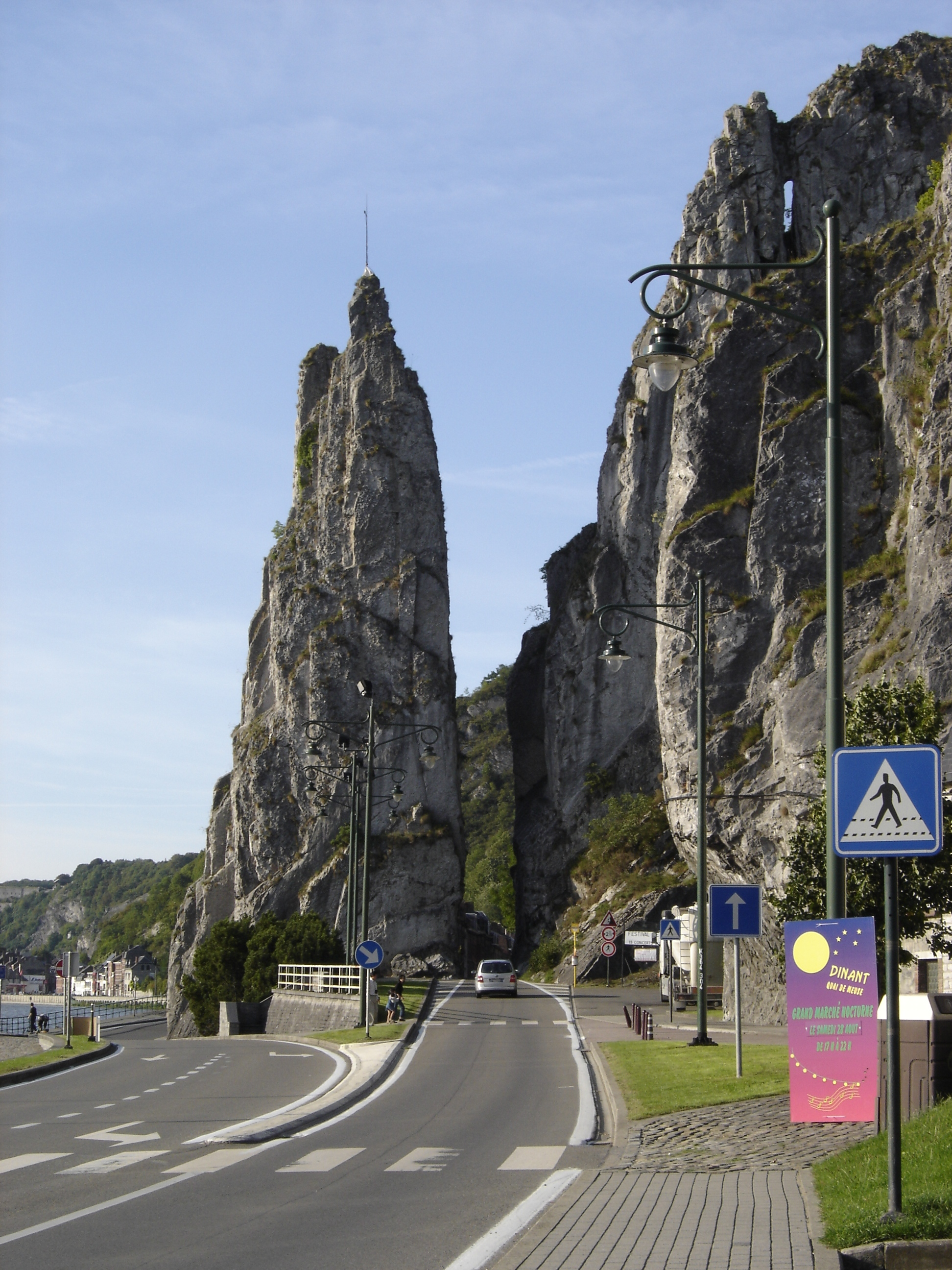
Felsfreistellung: Rocher Bayard in Dinant

- Felsblock: Ein großer Gesteinsbrocken, herausgelöst aus einem ursprünglichen Gesteinsverband.
- Felsburg: auch Felssporn genannt, ein größeres, bastionsartiges Felsgebilde mit steilen oder senkrechten Wänden, durch Verwitterung und Abtragung entstanden
- Felsenmeer: eine Anhäufung von Gesteinsblöcken
- Felsfreistellung: markanter Einzelfelsen, der durch allseitige Abtragung herauspräpariert wurde
- Felsgruppe: eine räumlich zusammengehörige Gruppe von Felswänden, Felstürmen oder Felsburgen
- Felskuppe: ein rundlicher Berggipfel, welcher durch hervortretendes, untergründiges Festgestein geprägt wird
- Felsturm, Felsnadel: schlanker, steiler Einzelfelsen (Felsfreistellung), der durch allseitige Abtragung herauspräpariert wurde
- Felswand, Felshang: ein steiler, senkrechter oder überhängender Hangbereich, an dem anstehendes Festgestein hervortritt

## Etymologie

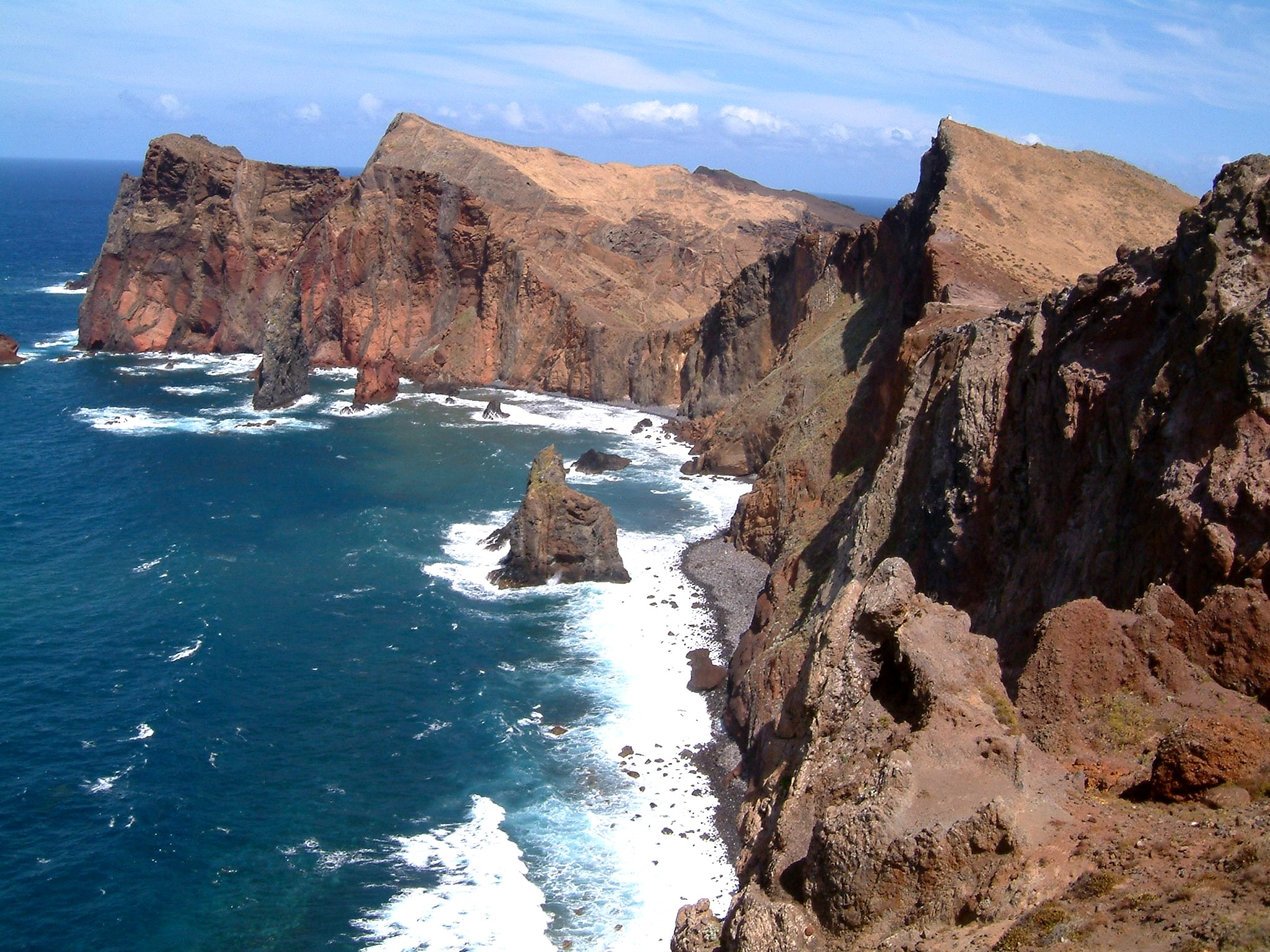
Felswände (Klippen) an der Ostküste Madeiras

Das Wort Fels ist indogermanischen Ursprungs und verwandt mit französisch falaise, „Felswand, Kliff“ und dem altisländischen fjall, fell, norwegisch auch fjell, es bedeutet dort „Berg“ oder „Gebirge“. Mittelhochdeutsch vels ist aber selten, erst seit der Lutherzeit setzt es sich im Sprachgebrauch durch, im Niederdeutschen fehlt es. Davor steht „Stein“ synonym. Frühere Formen sind althochdeutsch felis mit sprachlicher Nähe zu Flint und Fluh.
Stein gilt als gemeingermanisches Wort in stabiler Form zwischen steen im Niederdeutschen und nasalem staa im Südosten, das auch im Altgriechischen als στία stia und στῖον stion „Steinchen, Kiesel“ Entsprechung findet. Es steht in Orts- und Flurnamen des Alt- und Mittelhochdeutschen (also im Mittelalter) bedeutungsgleich zu „Felswand, Felszinne, blanker Fels“ massenhaft in Orts-, Burg- und Bergnamen.
Auch in der englischen Umgangssprache sind stone und rock austauschbar, die Fachsprache unterscheidet sie. Die Zuordnung besteht auch im Altgriechischen und Lateinischen: Griechisch πέτρα petra „Fels“, aber πέτρος petros „Stein“ (Petrologie: „Steinkunde“, Petroleum: „Steinöl“), daneben λίθος lithos „Stein“ und „Gestein“ (Lithosphäre: Gesteinshülle, Lithografie: Steindruck); die lateinische Lehnform petrus (Simon Petrus) steht aber neben lapis für „Stein“, für „Felsblock“ im Speziellen auch rupes (zu rumpere „reißen“), „Fels“ heißt allgemein saxum.
Aus dem Lateinischen kommen italienisch pietra, spanisch piedra, französisch pierre ausschließlich in der Bedeutung „Stein“, nie als „Fels“.

### Namenkunde

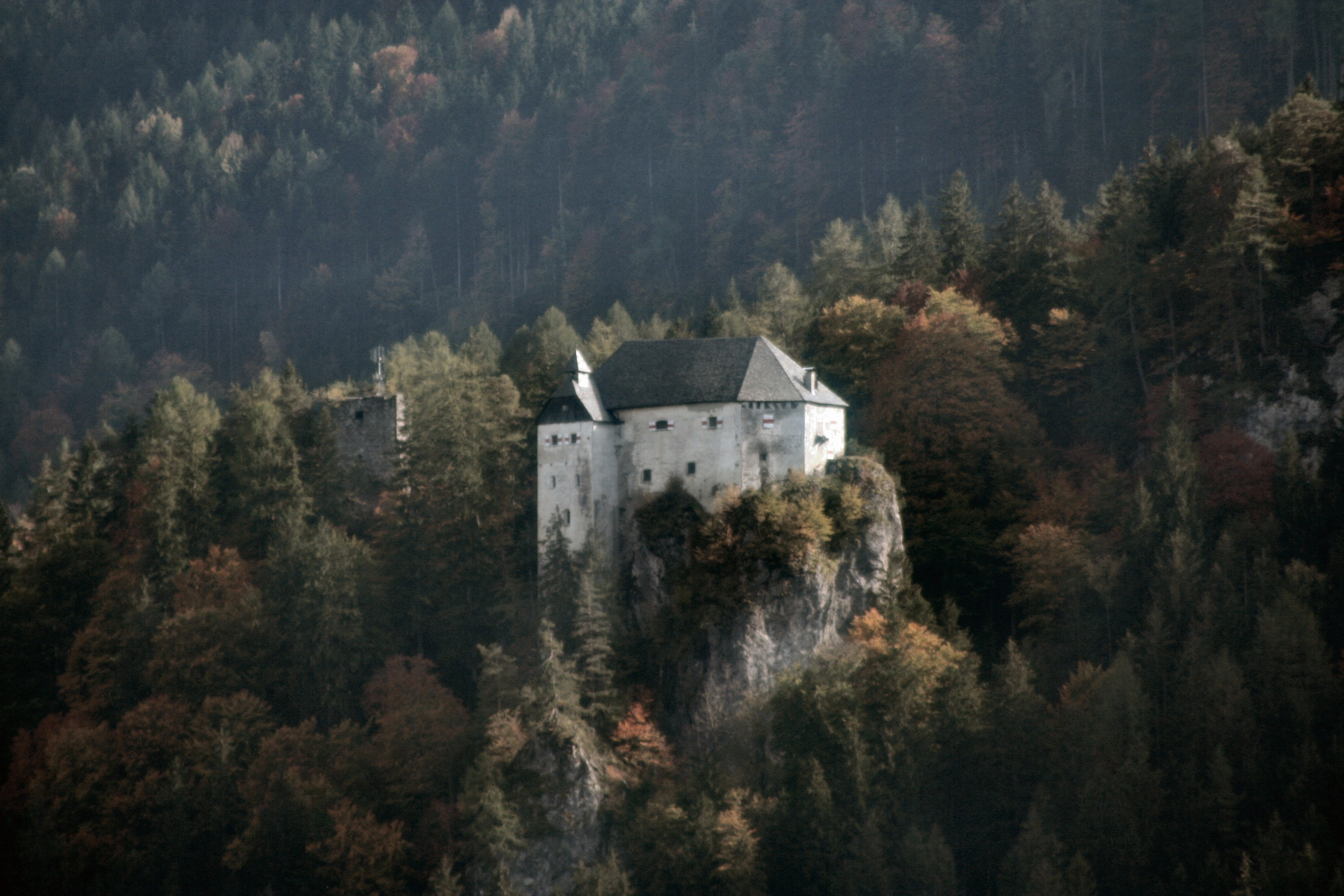
Burg Stein, Dellach im Drautal

Wortteile -fels, wie das in diesem Kontext synonyme -stein sind in Ortsnamen häufig:
- für Felsenburgen, namentlich Burg Fels und Burg Stein, auch bspw. Trifels, Scharzfels, Tanstein und viele mehr.
- für Orte an Felsen. Siehe die Begriffsklärungen zu Fels und Stein
- für Gipfel: die Steinberge der Alpen und zahllose Einzelgipfel

Weitere typische Wortbildungen sind Greifenstein (Adlerfels), Falkenstein/Falkenfels, Rabenstein; oder Rotenfels/Rothenstein (wie auch auf Röth/t/d-, dieses aber auch zu Rodung), Weißenfels/Weißenstein/Weißstein, Schwarzenfels/Schwarzstein/Schwarzenstein und andere farblichen Namen; im Kontrast zeigen sich die beiden Worte erst im Namen Steinfels.
Spezialformen allgemein (finden sich analog in anderen Sprachen):
- Wand, Mauer, Turm, Zinne für entsprechende Einzelformationen – hier gibt es auch andere Fachausdrücke der Bau- und Burgenkunde
- Nadel für hohe, spitze Einzelformationen
- Kliff für Felsstufe, Steilwand

Für Felsformationen gibt es regional:
- Eck/Egg: im ganzen deutschen Sprachraum häufig, siehe Eck, Egg, in Personennamen als Ecker, Egger und Ähnlichem.
- Fluh/Flühe, Felswand, -abbruch, -gipfel
- Holm für Gipfelkante in Südtirol (Ahrntal)
- Klapf, Felsgipfel in Tirol, Südtirol
- Kofel, Gufel, Felsgipfel in Tirol, Südtirol, Kärnten
- Ley, rheinisch-niederdeutsch
- Mann, Mandl, aufrecht einzelnstehender Felsen
- Nock Felskuppe (aber auch als nicht felsige Kuppe)
- Ofen, Felswand, Höhle in Österreich
- Palfen, Balfen (Palm?), Felsformation, Land Salzburg und Umgebung
- Parz, Steinhügel in Österreich
- Sex/Sax/Sass (romanisch zu saxus)
- Schroffen, Schrofn Felswand, -abbruch, -gipfel (zu schroff, zerklüftet), tirolisch (auch allgemeine Fachsprache)

### Symbolische Bedeutung
Ein Fels ist das Sinnbild von Unverrückbarkeit und Unerschütterlichkeit, wie bei Berg, aber ohne dessen Größe, daneben mischen sich die Bedeutungen von Gestein im Sinne Festigkeit und Härte. Das Wort kommt in vielen Redewendungen und Zitaten vor, beispielsweise in:
- „Er war standhaft wie ein Fels in der Brandung.“
- „Du bist Petrus, und auf diesen Felsen will ich meine Gemeinde bauen, und die Pforten der Hölle sollen sie nicht überwältigen.“ (Neues Testament, Mt 16,18 EU, über den Apostel Simon, genannt Petrus oder Kephas)
- „Hoch auf dem Fels die Tannen stehn’ …“ (aus dem Westfalenlied)